# Austromerope brasiliensis
Austromerope brasiliensis, novootkrivena vrsta kukca mecoptera (kljunarice) iz porodice Meropeidae. Ime je dobio po velikim genitalnim hvataljkama koje mu služe da njima obuhvati ženku tijekom parenja.
Kako je ova vrsta otkrivena tek 2013. godine dosada još nije opažena nijedna larva; Moguće da je brazilski endem.